# بانک (فیلم ۲۰۰۱)
«بانک» (انگلیسی: The Bank) فیلمی در ژانر مهیج است که در سال ۲۰۰۱ منتشر شد. از بازیگران آن می‌توان به دیوید ونهام و آنتونی لاپالیا اشاره کرد.